# Francesco Rosi
Francesco Rosi   (Nàpols, 15 de novembre de 1922 - Roma, 10 de gener de 2015) fou un director de cinema i guionista italià. Fou el pare de l'actriu Carolina Rosi. De vegades sortia als crèdits amb el nom Franco Rosi.

## Biografia
Durant la Segona Guerra Mundial segueix cursos de dret que ha d'aturar el 1943 però emprèn una carrera d'il·lustrador de llibres per nens (Alice al país de les meravelles, per exemple); al mateix temps treballa a Ràdio Nàpols on coneix Raffaele La Capria, Aldo Giuffrè i Giuseppe Patroni Griffi, amb els quals col·laborarà sovint a la seva carrera.
El 1946 debuta al teatre com a ajudant d'Ettore Giannini, després al cinema com a ajudant director de Luchino Visconti per la pel·lícula La terra tremola (1948). Després de divers guions (Bellissima,  Processo alla città, roda algunes escenes de la pel·lícula Camicie Rosse (1952) de Goffredo Alessandrini. El 1956 codirigeix amb Vittorio Gassman la pel·lícula Kean .
Esperarà 1958 per dirigir el seu primer llargmetratge, La sfida, que interessa la crítica i el públic. Guanyarà el Premi del jurat a la Mostra de Venècia.
Avui, Rosi és conegut dels cinèfils per haver, entre d'altres, elaborat les normes de la "pel·lícula-dossier", (Costa-Gavras n'és també un dels partidaris) és a dir, la superposició d'una ficció i de fitxers d'arxiu que tenen com a objectiu d'informar el més objectivament possible sobre un gran tema bàsic (polític, econòmic, financer, social, històric), tot estant allunyat del documental periodístic.
Les seves pel·lícules tracten així sovint de la màfia, plaga enorme del Sud d'Itàlia d'on ell és originari (Cadaveri eccelenti, Dimenticare Palermo...) Va obtenir el gran Premi del jurat al Festival de Canes per Il caso Mattei que denuncia els poders de la indústria petroliera italiana (responsable segons ell de l'assassinat d'Enrico Mattei el 1972).
El 1984, canvia una mica de registre cinematogràfic posant en escena Carmen, l'òpera de Bizet.
El 1996, després d'una llarga absència, torna a l'escena cinematogràfica amb La tregua, adaptació de la novel·la de Primo Levi que explica la seva tornada a Odessa una vegada alliberat dels camps de concentració.
Va rebre el 2008 l'Os d'or d'honor pel conjunt de la seva carrera a la Berlinale 2008 (Festival de Berlín). El 2012 rebrà a la Mostra de Venècia un Lleó d'Or d'honor (Festival de Venècia).

## Filmografia
Filmografia:

### Ajudant de director
- 1948: La terra tremola (La Terra trema) de Luchino Visconti
- 1950: Domenica d'agosto de Luciano Emmer
- 1954: Senso de Luchino Visconti
- 1955: Il bigamo de Luciano Emmer

### Director
- 1952: Camicie Rosse amb Goffredo Alessandrini
- 1993: Diario napoletano

### Director i guionista
- 1956: Kean amb Vittorio Gassman
- 1958: La sfida
- 1959: I magliari
- 1961: Salvatore Giuliano
- 1961: Il momento della verità
- 1963: Le mani sulla città
- 1966: C'era una volta
- 1970: Uomini contro
- 1971: Il caso Mattei
- 1973: Lucky Luciano
- 1975: Excel·lentíssims cadàvers (Cadaveri eccelenti)
- 1979: Cristo si è fermato a Eboli
- 1981: Tre fratelli
- 1984: Carmen adaptació de l'òpera de Georges Bizet
- 1986: Crònica d'una mort anunciada (Cronaca di una morte annunciata)
- 1989: Dimenticare Palermo
- 1989: 12 registi per 12 città film col·lectiu, segment Napoli
- 1997: La treva (La tregua)

### Guionista
- 1951: Parigi è sempre Parigi, de Luciano Emmer
- 1951: Bellissima de Luchino Visconti
- 1952: Processo alla città de Luigi Zampa
- 1955: Racconti romani de Gianni Franciolini
- 1955: Il bigammo de Luciano Emmer

### Actor
- 1971: Il caso Mattei: ell mateix
- 1999: Luchino Visconti - Documental: ell mateix

## Premis i nominacions

### Premis
- 1958: Gran Premi del Jurat (Festival de Venècia) per La sfida
- 1962: Os de Plata al millor director per Salvatore Giuliano
- 1963: Lleó d'Or per Le mani sulla città
- 1972: Palma d'Or per Il caso Mattei
- 1983: BAFTA a la millor pel·lícula estrangera per Cristo si è fermato a Eboli
- 2008: Os d'Or honorífic
- 2012: Lleó d'Or per la carrera

### Nominacions
- 1958: Lleó d'Or per La sfida
- 1962: Os d'Or per Salvatore Giuliano
- 1965: Palma d'Or per Il momento della verità
- 1985: César a la millor pel·lícula per Carmen
- 1985: César al millor director per Carmen
- 1986: BAFTA a la millor pel·lícula estrangera per Carmen
- 1987: Palma d'Or per Cronaca di una morte annunciata
- 1997: Palma d'Or per La tregua